# Atle den lille
Atle den lille (Atli lítli eller Atli hinn lítli) var en isländsk furstelovskald som levde på 1000-talet. Skáldatal nämner honom som en av den norske kungen Olav kyrres hovskalder. I övrigt är han fullständigt okänd, och det enda som har bevarats av hans konst är en halvstrof i Skáldskaparmál (62):
| Øx rýðsk – eisur vaxa, allmǫrg – loga hallir – hús brenna, gim geisar, góðmennit fellr – blóði. | Yxan rödfärgas av blodet, de goda männen faller. Askglöden växer, en mängd hus brinner, hallar lågar, härden strålar. |  |

Halvstrofen brukar rubriceras som brottstycke ur ett kväde om Olav kyrre; å andra sidan vet vi ingenting om Atles övriga produktion. Sagorna är överens om att Olav kyrre var en fredlig kung som aldrig själv förde krig, så frågan är om dessa bloddrypande rader verkligen kan ha tillhört en dikt om honom. Helt omöjligt är det inte. Han deltog dock, innan han blev kung, i Harald hårdrådes krig. Möjligen kan halvstrofen syfta på detta.